# Улица Вана-Каламая
У́лица Ва́на-Ка́ламая (эст. Vana-Kalamaja tänav) — улица в Таллине, столице Эстонии. 

## География
Пролегает в микрорайоне Каламая городского района Пыхья-Таллинн. Начинается от улицы Копли, пересекается с улицами Коцебу, Нийне, Тёэстузе, Калью пыйк, Соо, Суур-Лаагри, Яху, Кёйе и Вяйке-Патарей и заканчивается у улицы Суур-Патарей.  
Протяжённость — 964 метра.

## История
Название Вана-Каламая упоминается ещё в 1885 году. В конце XIX — начале XX века улица называлась Старая Фишермайская улица (нем. Fischermaischer Weg; Große Fischermay-Straße; Alte Fischermaystraße). 
Общественный транспорт по улице не курсирует.

## Застройка
До 2010-х годов застройка улицы состояла в основном из деревянных жилых домов конца XIX века — первой половины XX века. Двухэтажный квартирный дом № 46/1 из плитняка был построен в 1917 году. 
В конце XX века были возведены: панельный четырёхэтажный жилой дом с экспериментальным постмодернистским фасадом № 20А (1987 год, архитектор Эрки Валдре (Erki Valdre), построен по заказу Министерства бытового обслуживания Эстонской ССР на основе адаптации типового проекта серии 121-076/1) и четырёхэтажный квартирный дом № 16 с торговыми площадями на первом этаже (1992 год). Во второй половине 2010-х годов начался снос старых строений и интенсивное строительство современных малоэтажных офисно-жилых домов.
В 2015 году были построены четырёхэтажные дома № 41, 43 и 45, в 2016 году — трёхэтажный дом 48, в 2018 году — 3-этажный дом № 28В, в 2019 году — двухэтажный частный дом № 44. Пятиэтажные дома № 6, 8 и 10, построенные в 2019 году, представляют собой единый офисно-жилой комплекс, получивший название квартал «Вана-Каламая».

## Памятники архитектуры
- Vana-Kalamaja tn 9А — общественная баня, построенная в 1928 году по проекту архитектора А. И. Владовского. Двухэтажный каменный дом в стиле нового классицизма с элементами ар-деко в своё время был одним из самых современных банных зданий города. Имеет прямоугольный основной план. Главный вход на переднем фасаде выделен рустикальными пилястрами, опирающимися на фундамент из гранитных блоков, дверьми с ромбовидными вставками и высоко расположенными боковыми окнами. По бокам здания через оба этажа проходят узкие полосы окон. Стены зала ожидания бани украшены барельефными портретами на античные темы[6];
- Vana-Kalamaja 9d / Tööstuse 3 — образец милитаристского строения времён Второй мировой войны. Округлое бетонное строение, предназначенное для укрытия во время воздушных налётов[7].

## Предприятия и учреждения
- Vana-Kalamaja tn 1 — бар «Uus Laine»;
- Vana-Kalamaja tn 9 — учебный корпус гимназии Густава Адольфа;
- Vana-Kalamaja tn 9a — баня «Kalma Saun»;
- Vana-Kalamaja tn 18 — ресторан «@Bangkok»;
- Vana-Kalamaja tn 21 — суши-бар «Si Si Sushi Kalamaja»;
- Vana-Kalamaja tn 28a — Каламаяский детский сад;
- Vana-Kalamaja tn 28b — ресторан итальянской кухни «Bertolucci».

До сентября 2017 года по адресу улица Вана-Каламая 9 работала Вана-Каламаяская гимназия для взрослых (школьное здание было построено в 1955 году), которая затем была объединена с Линнамяэским русским лицеем и прекратила своё существование как независимая единица. После ремонта в здании разместились младшие классы гимназии Густава Адольфа. Таллинская гимназия для взрослых стала работать в школьном здании по адресу улица Мартса 2 (городской район Ласнамяэ).

Улица Вана-Каламая
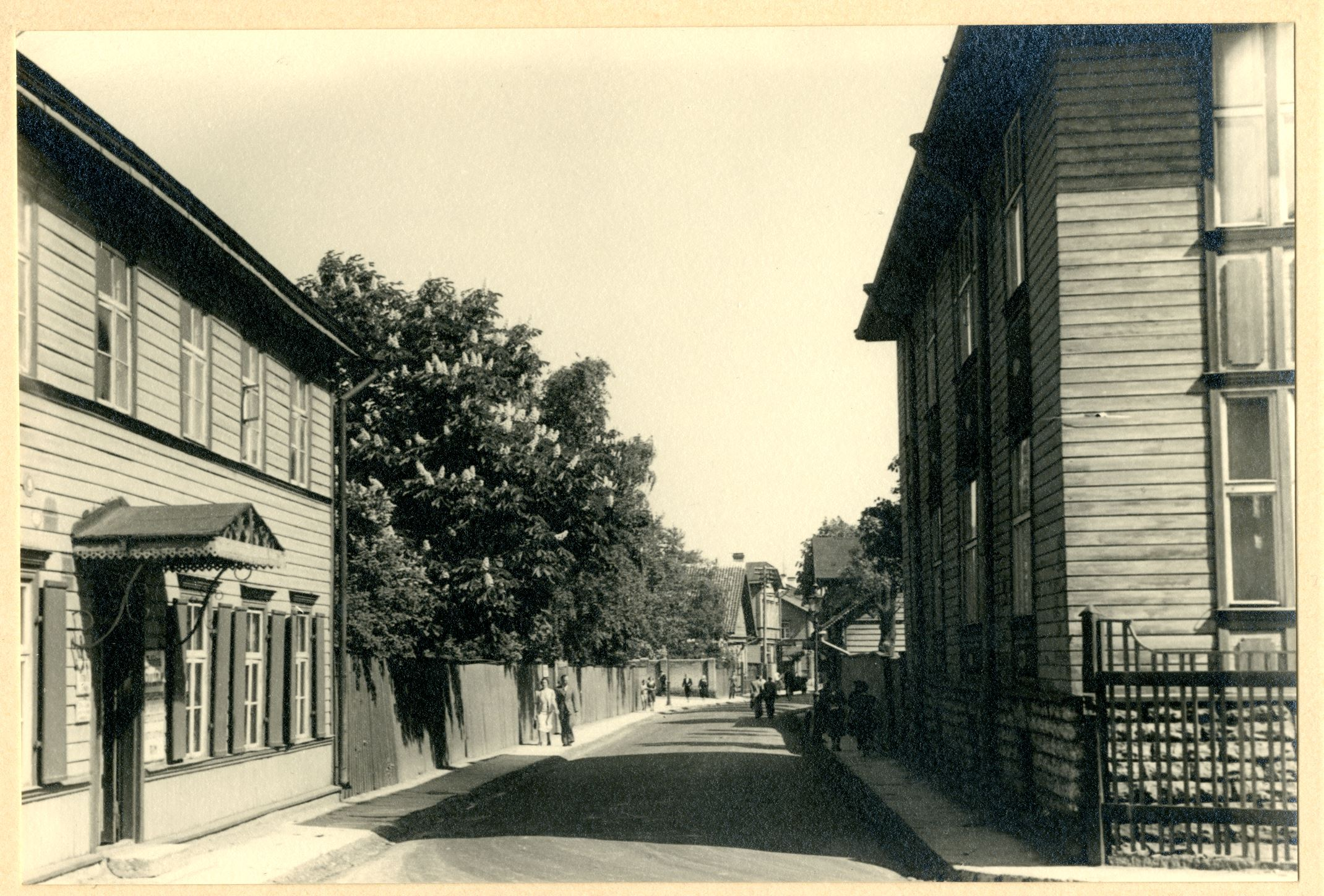
1938–1939 годы
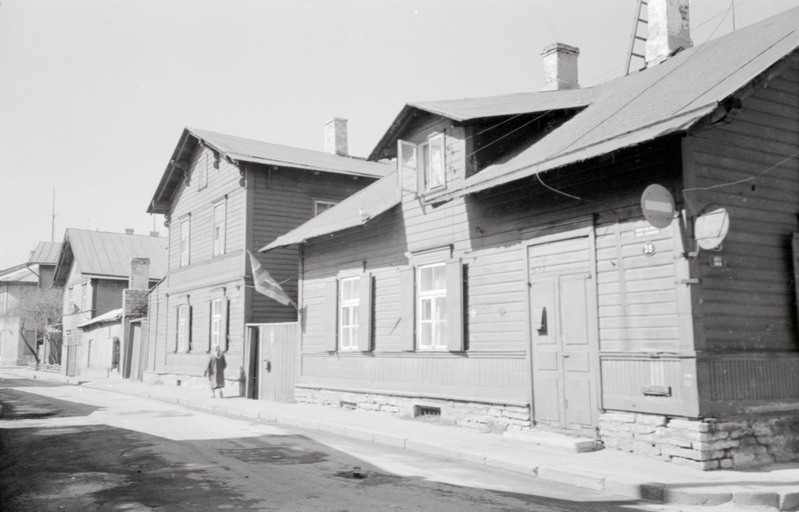
Перекрёсток с улицей Кюти, 1970 год
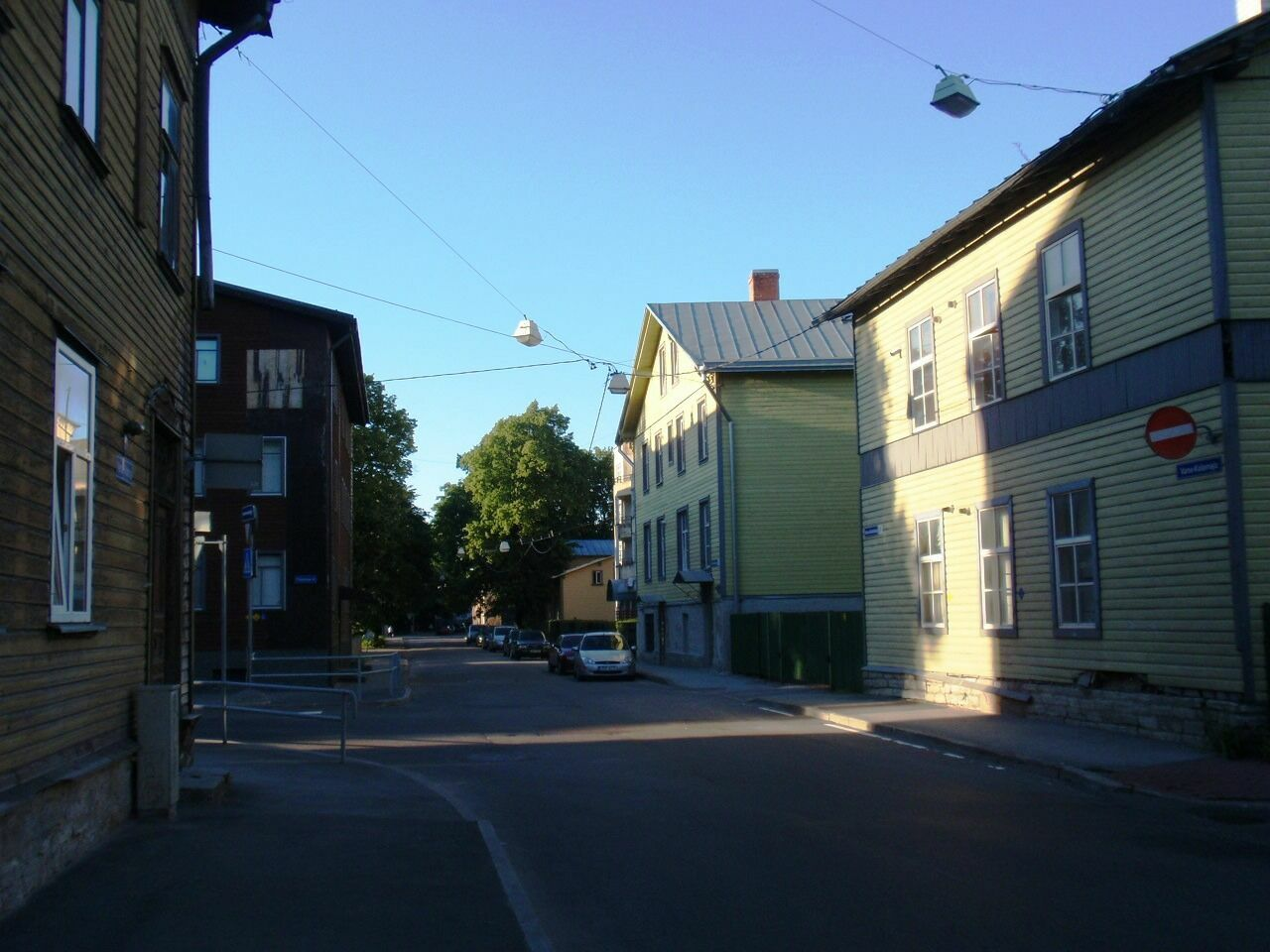
Перекрёсток с улицей Тёэстузе, 2010 год
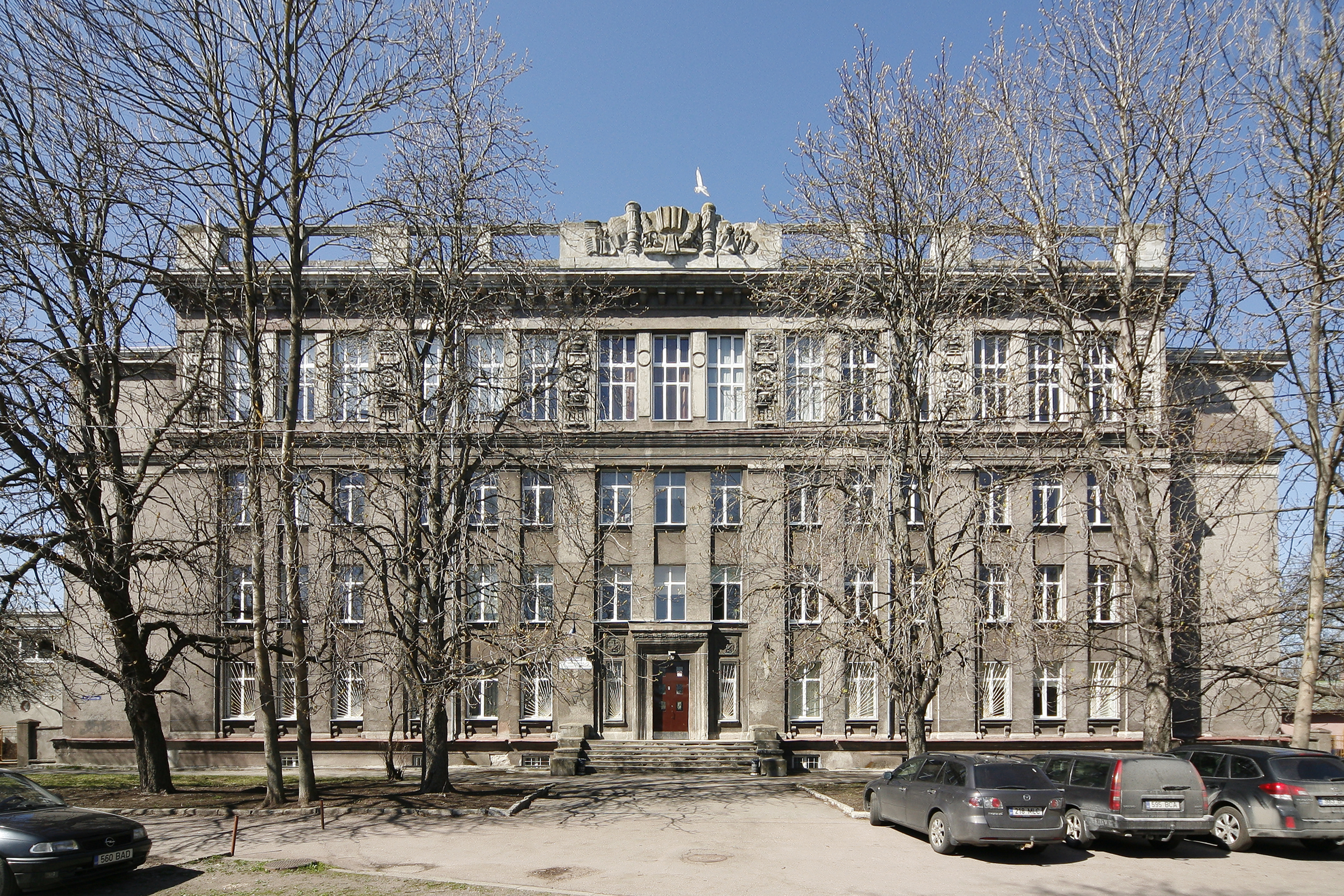
Бывшая Вана-Каламаяская гимназия, ныне учебный корпус гимназии Густава Адольфа
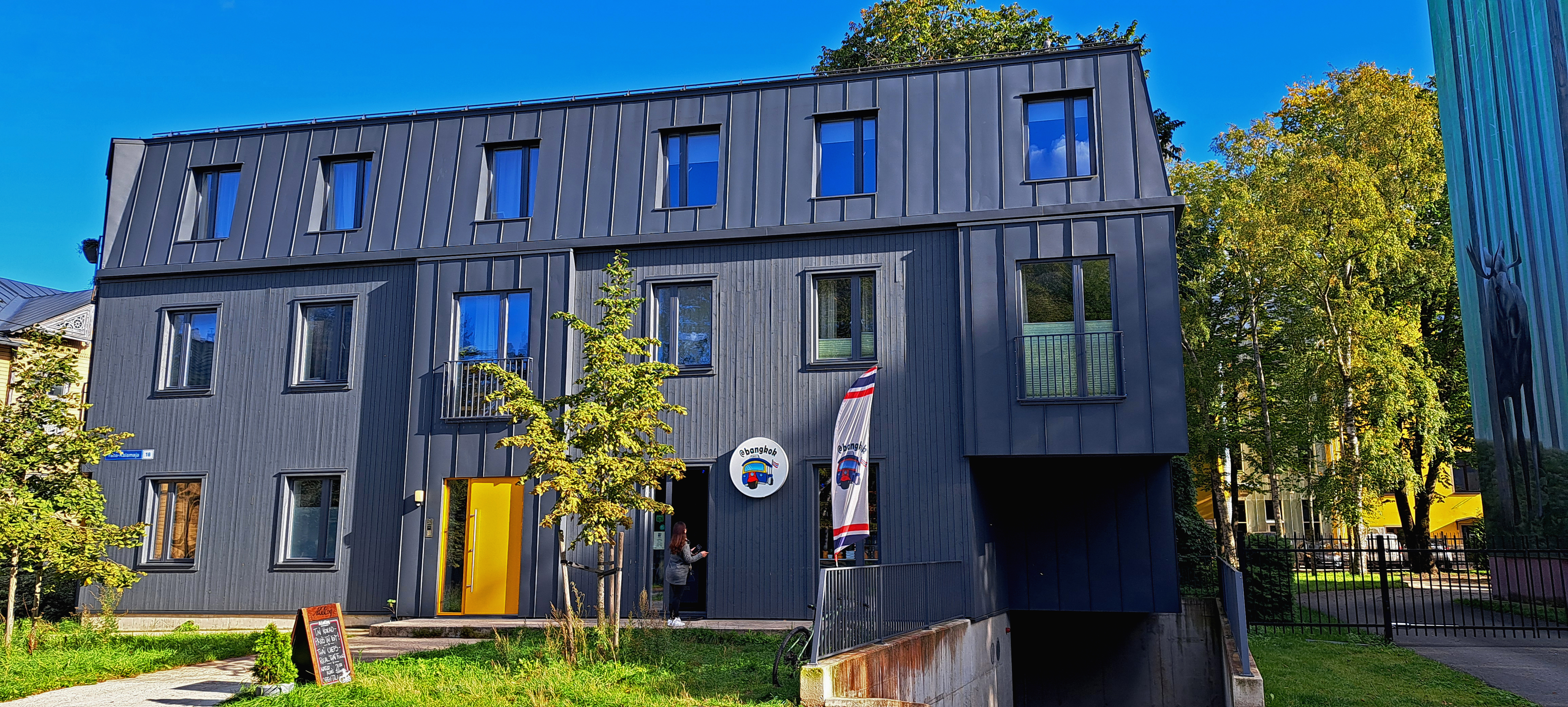
Дом 18